# Черквето (Рим)
Черквето је насеље у Италији у округу Рим, региону Лацио.
Према процени из 2011. у насељу је живело 153 становника. Насеље се налази на надморској висини од 129 м.